# Hannah Maynard
Hannah Maynard, nata Hannah Hatherly (Bude, 17 gennaio 1834 – Victoria, 15 maggio 1918) è stata una fotografa canadese, deve la sua notorietà alla fotografia sperimentale che praticò nei fotomontaggi, attraverso esposizioni multiple, e utilizzando tecniche di illuminazione nei ritratti e a persone intere facendole apparire come se fossero "statue viventi" di marmo, sopra dei piedistalli.

## Biografia
Hannah sposò l'apprendista calzolaio Richard Maynard nel 1852 e nello stesso anno decisero di emigrare in Canada a Bowmanville, nella zona che poi sarebbe diventata Ontario, dove nacquero quattro dei suoi cinque figli. Suo marito si unì ad altri nell'impresa di cercare l'oro nel fiume Fraser nel 1858 e quando tornò, a quanto è dato sapere, sembra che l'impresa fosse stata fruttuosa.
Maynard, nel periodo in cui il marito era lontano, sembra probabile che abbia imparato la fotografia presso l'atelier di "R. & H. O'Hara Photographers" nella cittadina dove viveva. La famiglia nel 1862 si trasferì a Victoria ed il marito partì nuovamente alla ricerca d'oro e preziosi questa volta nel fiume Stikine e si pensa che nello stesso anno lei abbia aperto il proprio studio fotografico con il nome "Mrs. R. Maynard's Photographic Gallery". Richard tornò a casa l'anno dopo e trovò la moglie con lo studio fotografico già molto avviato e fu lei che gli insegnò  a fotografare. Richard si dedicò alla fotografia paesaggistica e prestò servizio anche come fotografo presso le comunità indigene, insieme ai rappresentanti del governo. Inoltre, alternò la fotografia con il lavoro di calzolaio e dal 1874 la coppia gestì sia lo studio che un negozio di scarpe nel medesimo edificio.
San Francisco fu meta di viaggi della coppia per rifornirsi di macchine, di attrezzature e delle novità del mercato. All'inizio della sua attività di ritrattista produsse ferrotipi, carte de visite e cabinet card, cioè biglietti da visita di formato più grande che, anche se fu introdotto nel 1860, raggiunse la massima popolarità negli anni Ottanta del XIX secolo. Su ordinazione lo studio realizzava album, ingrandimenti, stereoscopi e perfino fermagli per capelli. Maynard sperimentò il fotomontaggio a partire dal 1880, in particolare, nella serie a cui dette il nome di Gems of British Columbia (Gemme della Colombia Britannica), che con pazienza creò ogni anni dal 1881 al 1895, all'inizio pensata come biglietto augurale di Capodanno da inviare alle madri dei bambini che aveva fotografato. L'operazione consistette nel ritagliare il contorno della fotografia di ogni bambino e montarlo in un collage su un pannello di vetro di una finestra, rifotografandolo. Preparò modelli contenenti delle simbologie che includevano fino a 22.000 fotografie singole. Quella del 1885 fu pubblicata e lodata dal "St. Louis and Canadian Photographer" l'anno dopo, rendendo a Maynard una certa fama nel Nord America.
Oltre ai fotomontaggi, sperimentò in molte immagini le "esposizioni multiple" e le "fotosculture" o "statue viventi". Per creare quest'ultime ricopriva i soggetti con polvere bianca, in genere farina, utilizzando un panno nero come sfondo. Talvolta posizionava i soggetti su dei piedistalli, altre volte, se si trattava di busti, usava il fotomontaggio con piedistalli appositi. In questo modo il risultato si avvicinava a quello di una statua. In alcuni casi, come ad esempio, con suo nipote McDonald, usava le esposizioni multiple insieme a quelle delle "statue" e ai fotomontaggi creando effetti surreali. Il 1883 fu un anno nero per Maynard: perse la figlia Lilian, 16enne, a causa del tifo, mentre qualche anno dopo, nel 1893, perse anche l'altra figlia Emma, di 23 o 24 anni, morta per annegamento, "tragica vittima di un triangolo amoroso", come si legge nella scheda relativa, e in un'altra si aggiunge che "nel lago Washington di Seattle in quello che si ipotizzò essere un omicidio-suicidio", come riportò il "Seattle Post-Intelligencer" il 22 luglio 1893, pag. 8, con il titolo "Secret of the Water". La donna, provata da queste perdite, si unì a un gruppo di spiritualisti convinto di poter parlare coi defunti. Maynard espresse il suo dolore e anche la possibilità di un dialogo coi morti nei segni evidenziati in alcune foto nelle quali i defunti sono incorniciati e compaiono in esposizioni multiple assieme a persone viventi.
Negli anni successivi, dopo il 1897 divenne fotografa del Dipartimento di Polizia della città per il quale scattò immagini ai detenuti e agli ufficiali. Si occupò anche di etnografia. Nel 1907 morì suo marito e nel 1912 vendette il proprio studio con tutta l'attrezzatura fotografica ad un cinese. Il figlio Albert (1857-1934) prima di morire donò l'archivio fotografico dei genitori al Royal British Columbia Museum.

## Galleria d'immagini

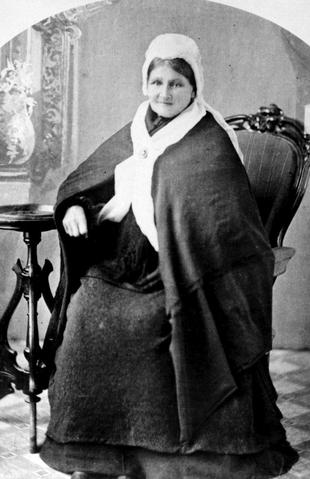
Amelia Douglas, moglie del governatore della Colombia Britannica, 1862
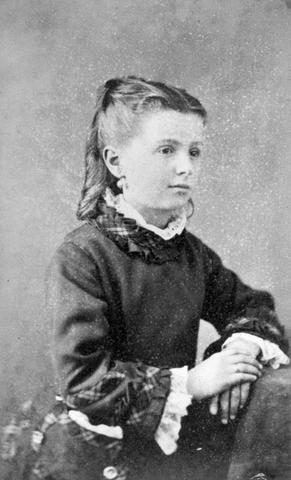
la figlia Laura Lillian, 1874, autore ignoto
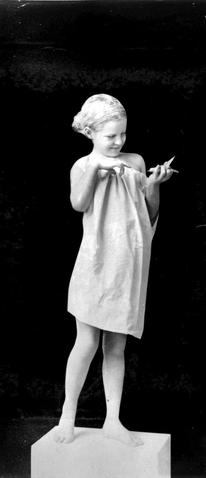
Ragazza con uccellino, "statua vivente", 1884
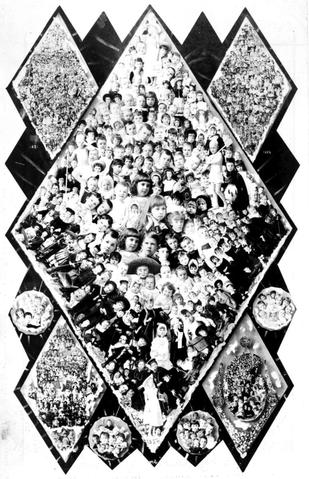
Gems of British Columbia, 1885, fotomontaggio
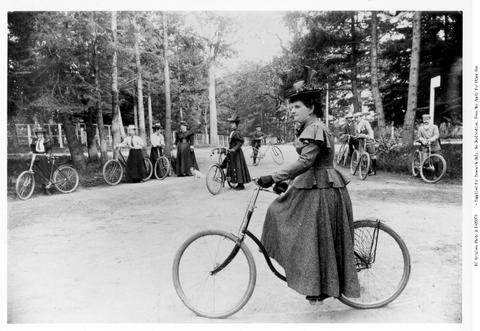
Hannah Maynard in bicicletta, 1892, autore ignoto
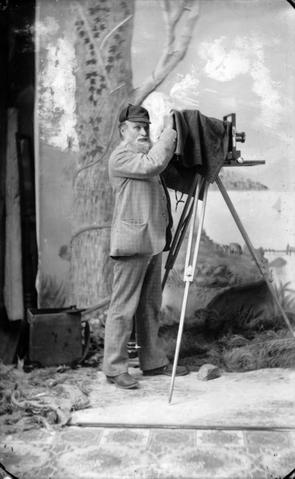
il marito Richard, 1890 circa
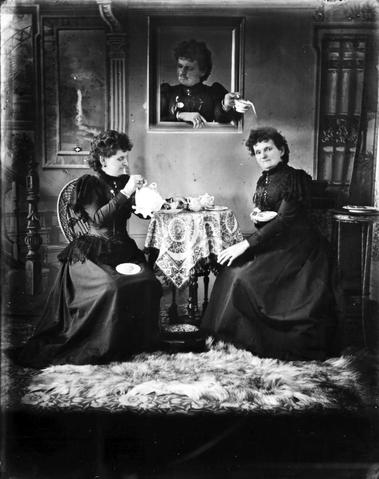
Autoriratto con esposizione multipla, 1893
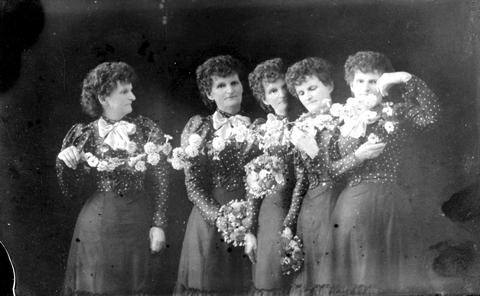
Autoritratto con esposizione multipla con mazzi di fiori, 1895
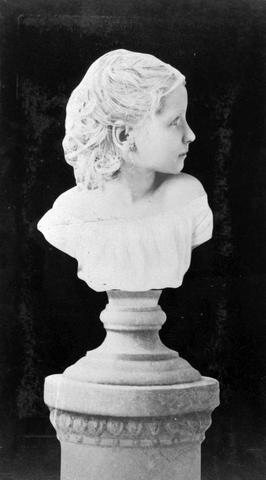
Busto di giovane ragazza, "statua vivente", data ignota
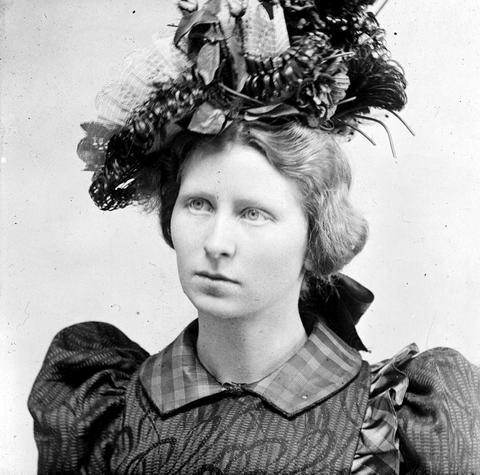
Belle Adams, condannata a 5 anni di carcere per omicidio colposo nei confronti del marito